# Covra
Covra NV (Centrale organisatie voor radioactief afval) ist ein 1982 gegründetes niederländisches Unternehmen mit Sitz in Vlissingen, das radioaktive Abfälle lagert. Die Aktiengesellschaft befindet sich vollständig in Besitz des niederländischen Finanzministeriums.
Der Betrieb steht auf dem Gelände des Kernkraftwerks Borssele. Bis die niederländische Regierung beschlossen hat, wo eine dauerhafte Endlagerung eingerichtet werden soll, wird Covra als Zwischenlager für den niederländischen radioaktiven Abfall genutzt. Gelagert werden abgebrannte Brennelemente aus dem Kernkraftwerk Borssele und dem (stillgelegten) Kernkraftwerk Dodewaard. Auch radioaktiver Müll aus Krankenhäusern wird hier verarbeitet. COVRA hat eine Lizenz für eine Lagerung von hundert Jahren.

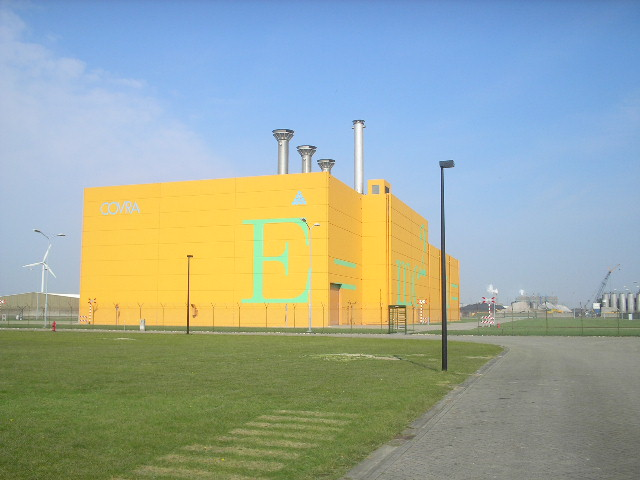
Covra
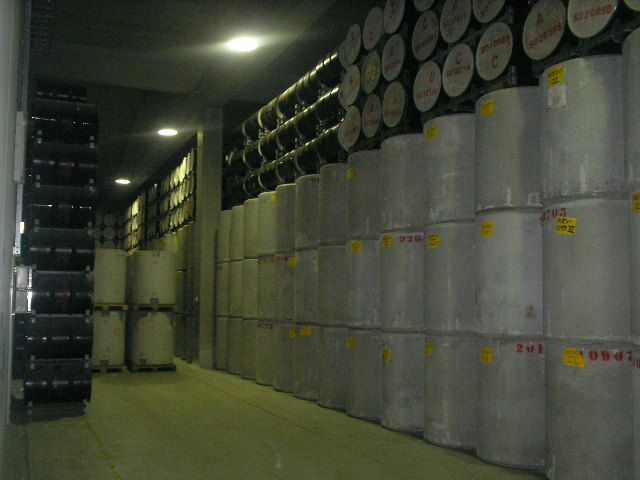
Behälter im Covra

## Weblink
- Der niederländische Weg. GEO.de, abgerufen am 17. Mai 2012.

Koordinaten: 51° 26′ 30″ N, 3° 42′ 41″ O